# گوستاوو مورینیگو
گوستاوو مورینیگو (اسپانیایی: Gustavo Morínigo‎؛ زادهٔ ۲۳ ژانویهٔ ۱۹۷۷) یک بازیکن فوتبال اهل پاراگوئه است.

## تیم ملی
وی همچنین در تیم ملی فوتبال پاراگوئه بازی کرده‌است.